# Hanna Alström
Hanna Carolina Alström (Stoccolma, 5 marzo 1981) è un'attrice svedese.

## Biografia
Nata a Stoccolma nel 1981, all'età di 5 anni incominciò a studiare recitazione. Esordì al cinema nel 1999 nel film Sherdil. Il suo ruolo più conosciuto è quello della principessa di Svezia Tilde in Kingsman: Secret Service e Kingsman - Il cerchio d'oro, entrambi diretti da Matthew Vaughn. Nel 1999 sposò l'attore, regista e produttore svedese Gustaf Skarsgård; i due divorziarono nel 2005.

## Filmografia

### Cinema
- Gull-Pian (1988)
- Sherdil, regia di Gita Mallik (1999)
- Fjorton suger, regia di Emil Larsson (2004)
- Kärlek 3000, regia di Shahriyar Latifzadeh (2008)
- Kingsman: Secret Service (Kingsman: The Secret service), regia di Matthew Vaughn (2014)
- Sami Blood, regia di Amanda Kernell (2016)
- Kingsman - Il cerchio d'oro (Kingsman: The Golden Circle), regia di Matthew Vaughn (2017)
- Ted – För kärlekens skull (2018)
- The Glass Room (The Affair) (2019)

### Televisione
- Bert (1994)
- Anmäld försvunnen (1995)
- Skuggornas hus (1996)
- Vita lögner (1997)
- Aspiranterna (1997)
- Skärgårdsdoktorn (1998)
- Längtans blåa blomma (1998)
- Barnen på Luna (2000)
- Nya tider (2002)
- Cleo (2002)
- Livet i Fagervik (2008)
- Blomstertid (2009)
- Crimes of Passion (2013)
- Maskineriet - serie TV, 14 episodi (2020-2022)
- Agatha Christies Hjerson - serie TV, 8 episodi (2021)
- The Crown - serie TV, 4 episodi (2022-2023)

## Doppiatrici italiane
Nelle versioni in italiano delle opere in cui ha recitato, Hanna Alström è stata doppiata da:
- Sara Ferranti in Kingsman - Il cerchio d'oro